# Lancia Trikappa
Der Lancia Trikappa ist ein Automobil von Lancia, das von 1922 bis 1925 produziert wurde.
Der Trikappa ist das erste Serienfahrzeug von Lancia, das mit einem Achtzylinder-V-Motor ausgestattet wurde. Der langhubige (Bohrung: 75 mm, Hub: 130 mm) Motor hat 4594 cm³ Hubraum und ist für seine Zeit sehr kompakt und kurz. Mit einer Länge von nur 888 mm ermöglicht er einen kurzen Vorderwagen. Er leistet maximal 98 PS (72 kW) bei 2500/min. Die acht Zylinder stehen in zwei Reihen in einem Winkel von nur 22 Grad (andere Quellen nennen 14 Grad) und werden von einem gemeinsamen Zylinderkopf überdeckt. Die Ventile betätigt eine zentral im Zylinderkopf liegende Nockenwelle. Der große Wagen (Radstand: 3384 mm) erreicht eine Höchstgeschwindigkeit von 130 km/h. Der Trikappa ist einer der ersten Lancias mit Bremsen an allen vier Rädern.
827 Stück wurden von dem Luxusautomobil mit Torpedo-Karosserie produziert.